# Эммерих, Макс
Макс Филип Эммерих (англ. Max Philip Emmerich; 1 июня 1879, Индианаполис — 29 июня 1956, Индианаполис) — американский гимнаст и легкоатлет, чемпион летних Олимпийских игр 1904 года.
На Играх 1904 года в Сент-Луисе в лёгкой атлетике Эммерих соревновался в троеборье и десятиборье. В первой дисциплине он стал чемпионом, набрав 35,7 очков, а во второй он закончил соревнование уже после первого соревнования.
В гимнастике Эммерих стал 67-м в личном первенстве и 100-м в первенстве на 9 снарядах.